# Stella Diana (gruppo musicale)
Gli Stella Diana sono un gruppo musicale italiano formatosi nel 1998.
La loro musica si ispira al post punk, alla new wave e soprattutto allo shoegaze.

## Storia del gruppo
Nati da Dario Torre e Giacomo Salzano rispettivamente chitarra/voce e basso che, dopo aver registrato con una drum machine, il primo demo su cassetta (che contiene già alcune canzoni come Anais e Sirena che ricompariranno negli anni successivi) stabilizzano in modo canonico la formazione con un vero batterista, Nick Baffa che farà parte della band per i primi tempi dando una personale impronta al sound e registrando così altri due demo autoprodotti: il primo nel 1999 ed il secondo l'anno dopo.
Di pari passo ci sono anche i primi primi live a Napoli e dintorni, con concerti di supporto a band quali Karate e Votiva Lux e, successivamente, partecipazioni a festival musicali accanto a band come Clan of Xymox e supporto ad artisti come Patrick Duff degli Strangelove.

### Il primo album
Nel 2005, con l'ingresso nel gruppo di Raffaele Bocchetti come chitarra solista, arrivano le prime esibizioni ai live festival tra cui il Six Days Sonic Madness e il primo disco autoprodotto Luce al centro registrato presso lo studio Cantine Sonore di Napoli con l'aiuto di Palmiro Notizia alla batteria.
Dopo vari cambi di batteristi e con l'ingresso di Massimo Del Pezzo si giunge al primo lavoro ufficiale Supporto colore licenziato dalla Seahorse Recordings di Paolo Messere, mente dei Blessed Child Opera.
Il disco, ottimamente recensito e considerato dalla critica specializzata è seguito da un lungo tour in Italia e all'estero.

### Il secondo album
Nel 2010, grazie all'interessamento della label catalana Siete señoritas gritando, la band registra a Barcellona il secondo lavoro, Gemini, che viene pubblicato solo in Spagna ad aprile dello stesso anno ricevendo lusinghieri apprezzamenti anche in terra iberica.
Il gruppo comunque decide di pubblicare il disco anche nel proprio paese e l'opportunità arriva grazie all'interessamento della Happy/mopy, etichetta napoletana che licenzia Gemini in Italia nella primavera del 2011 prima digitalmente poi su cd.
Anche in questo caso, ottimi sono i riscontri critici sia sul web che sulla carta stampata. Ed è grazie a tutto questo che la band è ormai considerata una delle migliori realtà della musica alternativa indipendente italiana in ambito shoegaze.
Nel marzo del 2012, entra nella band il nuovo batterista Davide Fusco già membro dei succitati Blessed Child Opera e degli storici Trees, band di culto dark e new wave di Napoli, seguito poi in autunno dall'ingresso di Roberto Amato alle chitarre, già attivo in diversi progetti musicali della scena alternativa campana.

### Il terzo album
È stato pubblicato, il 14 febbraio 2014, il nuovo album 41 61 93 , già definito uno dei migliori album di shoegaze prodotti in Italia e anche all'estero. I numeri del titolo non sono null'altro che le coordinate della stella Gamma Velorum e tutto il lavoro è intriso di simboli numerici. La somma delle sei cifre dà sempre luogo ad un multiplo di tre così come i pezzi dell'album che sono nove che è multiplo di tre. Il gamma in copertina è identificato col numero tre in quanto è la terza lettera dell'alfabeto greco.
Nel marzo del 2015, partecipano alla compilation Revival -The Shoegaze Revolution edita dalle label inglese Ear to Ear Records e indonesiana Gerpfast Kolektiv; un progetto che incontra grande favore in tutto l'ambiente dello shoegaze e finanche presso la mitica Creation tramite uno dei fondatori

### Il nuovo ep
Diviso in due parti, Alhena e Gamma Velorum, raggruppa in cinque pezzi una sorta di best of della band. Il materiale interamente remixato da Marc Joy, con alle spalle già alcuni lavori per la Creation per band quali Oasis o Primal Scream e Alexander Kretov degli Ummagma, sancisce in pratica il nuovo sodalizio con la label anglo-canadese Raphalite Records.
Alhena, pochi giorni dopo essere stato pubblicato in formato digitale, ha già raccolto ampi consensi dalla stampa estera,.

### Il quarto album
Ormai definitivamente in formazione base di tre elementi, gli Stella Diana pubblicano Nitocris il 1 Maggio 2016. Il nuovo album è considerato, sia in Italia che all'estero, l'ennesimo prodotto di valore del cosiddetto "italogaze", ottenendo recensioni lusinghiere.,,.

### Il quinto album
A Maggio del 2018, la band pubblica il nuovo album intitolato semplicemente 57 ottimamente recensito dalla stampa specializzata.

### Il sesto album
Dopo due anni di pausa forzata, per motivi a tutti noti, a Marzo del 2022 la band realizza, anticipato dal singolo Sleepless Girl, il nuovo disco intitolato Nothing to Expect considerato un'altra prova di grande spessore 

## Stile
Gli Stella Diana, sono stati paragonati ai Jesus and Mary Chain, Ride, Adorable e altri esponenti del genere shoegaze e post punk come i The Sound o The Chameleons.

## Formazione attuale
- Dario Torre - voce, chitarra
- Giacomo Salzano - basso
- Giulio Grasso - batteria

### Collaboratori
- Raffaele Bocchetti - chitarra

## Discografia

### Album
- 2004 - Luce al centro (cantine sonore/autoprodotto)
- 2007 - Supporto Colore (Seahorse Recordings/Goodfellas)
- 2010 - Gemini (Siete señoritas gritando)/(HappyMopy Records/Audioglobe)
- 2014 - 41 61 93 (Siete señoritas gritando in Spagna/ VipChoyo Sound Factory in Italia)
- 2015 - Alhena - Gamma Velorum (Raphalite Records/ VipChoyo Sound Factory in Italia)
- 2016 - Nitocris (Siete señoritas gritando in Spagna/ VipChoyo Sound Factory in Italia)
- 2018 - 57 (Siete señoritas gritando in Spagna/ VipChoyo Sound Factory in Italia)
- 2022 - Nothing to Expect (VipChoyo Sound Factory/In a State of Flux Recordings)
- 2024 - All that matters is the new. Collection 1998-2023 (VipChoyo Sound Factory)

### Videografia
- 2008 - Johnny
- 2010 - Paul Breitner
- 2011 - Gli Eterni
- 2014 - Isabeau
- 2015 - Shohet remixed
- 2016 - Sulphur
- 2017 - F.U. Orionis
- 2018 - Iris
- 2022 - Sleepless Girl
- 2023 - West of M